# 彼得·阿爾特邁爾
彼得·阿爾特邁爾（德語：Peter Altmaier；1958年6月18日—）是德国的一位政治家。2018年3月至2021年12月期间，他擔任德國聯邦經濟及能源部长。在此之前，阿爾特邁爾先後擔任德國的環境部長和特殊事務部的部長。他是德國總理梅克爾最信任的顧問之一。

## 观点
在中美華為爭端上，阿爾特邁爾於2019年11月一場電視辯論上回应德国公共广播联盟（ARD）记者關於國安問題時表示：“我们活在一个开放的世界。我记得‘棱镜门’事件爆发时当年我还是（默克尔内阁）幕僚长，而你（指ARD记者）不停地在写文章抨击美国政府有多不靠谱、不值得信任，我们也没抵制他们啊？”其核心論證認為，沒理由相信中國科技品有風險、或至少比美國產品更有風險，若前者真有什麼漏洞，後者也好不到哪去。
美国驻德国大使理查德·格雷内尔隔日回应，怒称“不能在道德上将中国和美国划等号”；阿爾特邁爾則堅持自己是發出實事求是觀點，表示大部分德国公众都认为受到美国人的大规模监听，他不會改變自己論點。德国主要执政党基民盟在當時稍早做出決議，不會排除華為參與電信建設，只要華為遵守與其他廠商一樣的安全檢測，可以一起競爭。

## 生平
他的父親是煤矿工人，母親是护士。他曾在萨尔大学學習法律。
截至2012年，彼得·阿爾特邁爾表示自己仍然單身。

## 荣誉

### 外国勋章奖章
- 旭日重光章（日本，2024年4月29日公布[8]）

## 外部連結
- Official website （德文）
- Biography by German Bundestag （德文）